# Sleutelgeld
Sleutelgeld is een bedrag dat een verhuurder van woonruimte soms eist van een huurder bij het sluiten van een huurovereenkomst, zonder dat daar een prestatie van de eerste tegenover staat. Ook vertrekkende huurders eisen soms sleutelgeld, al of niet met toestemming van de verhuurder. 
In Nederland is sleutelgeld niet toegestaan. Betaald sleutelgeld kan daarom bij de kantonrechter worden teruggevorderd. Door de woningnood gebeurt het echter toch regelmatig dat sleutelgeld wordt geëist door vertrekkende huurders of eigenaren. Met name wanneer men zich door betaling van sleutelgeld van voorrang kan verzekeren boven andere kandidaten, kan het gezien worden als een vorm van corruptie. Feitelijk kan sleutelgeld gezien worden als een 'prikkelbetaling' (incentive payment), een niet-verplichte betaling bovenop de verplichte kosten, om sneller of met voorrang aan de beurt te komen.
Sleutelgeld is niet hetzelfde als een borgsom. Een borgsom wordt bij het beëindigen van de huurovereenkomst gerestitueerd, onder verrekening van schade aan het gehuurde object. Sleutelgeld betaalt men voor het simpele feit dat men een huurwoning kan huren en als contractspartij de huurovereenkomst mag tekenen, zoals een sleutel is het een instrument waarmee men toegang tot de woning verkrijgt. Bovendien wordt sleutelgeld niet aan het eind van de huurperiode terugbetaald. Vertrekkende huurders zien het als een 'overnamevergoeding' voor het 'recht' om 'hun' woonruimte te mogen huren. Feitelijk is het een betaling waar geen prestatie tegenover staat. 

## Verkapt sleutelgeld
Omdat sleutelgeld illegaal is maar eigenaars en vertrekkende huurders economisch gezien door de woningnood vaak wel in een positie zijn dit te eisen, wordt dit vaak verkapt.
- Soms worden overnamekosten gerekend voor spullen in de woning die worden overgenomen (vloerbedekking, gordijnen, e.d.). In Nederland is de huurder van woonruimte nooit verplicht om spullen over te nemen. Als de overnamekosten niet in verhouding staan tot hetgeen wordt overgenomen of als deze overname een voorwaarde is voor het mogen huren van de woonruimte, dan zijn ze een verkapte vorm van sleutelgeld.
- Een verhuurder kan sleutelgeld presenteren als andere kosten, zoals 'administratiekosten', 'registratiekosten', 'kosten voor het opstellen van het contract', 'schoonmaakkosten', etc. Bijkomende kosten mogen gevraagd worden maar indien deze bovenmatig zijn kan er sprake zijn van verkapt sleutelgeld.
- Wanneer een verhuurder borgsommen principieel zonder aanvoering van redenen niet terugbetaalt of deze pas betaalt als de huurder dreigt met juridische stappen, kan er eveneens sprake zijn van verkapt sleutelgeld.
- Een makelaarscommissie kan op hetzelfde neerkomen daar een makelaar voor de verhuurder werkt en door deze betaald wordt. Wanneer de makelaar ook een vergoeding van de huurder vraagt, is dit feitelijk een vergoeding zonder tegenprestatie, al lijkt het of de makelaar een dienst heeft verricht. Dergelijke commissies zijn in Nederland eveneens niet toegestaan.

## Andere landen
In andere landen bestaat het begrip sleutelgeld (key money) eveneens, zij het in verschillende betekenissen. Soms betreft het zoals in Nederland een vergoeding voor het mogen sluiten van de huurovereenkomst, soms is er overlap met een borgsom.
- In Japan is het gebruikelijk reikin (礼金, 'dankbaarheidsgeld') te betalen. Dit is evenals in Nederland een betaling waar geen prestatie tegenover staat. Hoewel een hoogte van 1 tot 3 huurtermijnen gebruikelijk is, kan dit tot 6 maal de huurtermijn oplopen. Ook worden soms hernieuwde reikinbetalingen verlangd bij verlenging van de huur, of wordt dit van de borgsom afgetrokken. Veel verhuurders en semi-publieke instellingen vragen echter geen reikin.
- In Zuid-Korea is het mogelijk dat een verhuurder in plaats van maandelijkse huurtermijnen een groot bedrag ineens vraagt, de jeonse. Dit bedrag is kan oplopen van 50 tot 80% van de waarde van het object, waarna de huurder geen huur (meer) hoeft te betalen gedurende een vaste periode (meestal 2 jaar). Het bedrag wordt door de verhuurder geïnvesteerd en na het einde van de huurperiode in zijn geheel terugbetaald, waarbij de verhuurder de aangroei houdt. Eventuele beschadigingen worden op de jeonse ingehouden en de verhuurder hoeft ook pas na afloop van de huurperiode de jeonse terug te betalen (tenzij de eerder vertrekkende huurder een nieuwe huurder aanbrengt).
- In Pakistan houdt sleutelgeld precies hetzelfde in als in Nederland. Het is vrij gebruikelijk dit te betalen.
- In Frankrijk kan een huurder zijn huurrechten tegen betaling aan een ander overdragen.
- In Zweden is sleutelgeld illegaal maar komt het evenals in Nederland voor dat vertrekkende huurders en eigenaren sleutelgeld verlangen.
- In de Australische deelstaat Victoria heeft sleutelgeld dezelfde betekenis als in Nederland en is het eveneens illegaal.
- In de Verenigde Staten kent men sleutelgeld in de vorm van 'key money' maar is het feitelijk een borgsom die dient om het risico van de verhuurder voor beschadigingen of niet-betaalde huur af te dekken.